# Врождённая эндотелиальная дистрофия роговицы, тип 2
Врождённая эндотелиальная дистрофия роговицы, тип 2 — редкая форма дистрофии роговой оболочки человека. Наследуется по аутосомно-рецессивному пути, в отличие от первого типа эндотелиальной врождённой дистрофии. Выявлена ассоциация с геном SLC4A11, причём с этим геном также ассоциирован редкий синдром, характеризующийся аутосомно-рецессивной дистрофией роговицы и перцептивной глухотой (англ. Autosomal recessive corneal dystrophy and perceptive deafness; CDPD; OMIM 217400). Ген SLC4A11 кодирует транспортер, предположительно регулирующий внутриклеточную концентрацию бора.